# Gà không đầu Mike

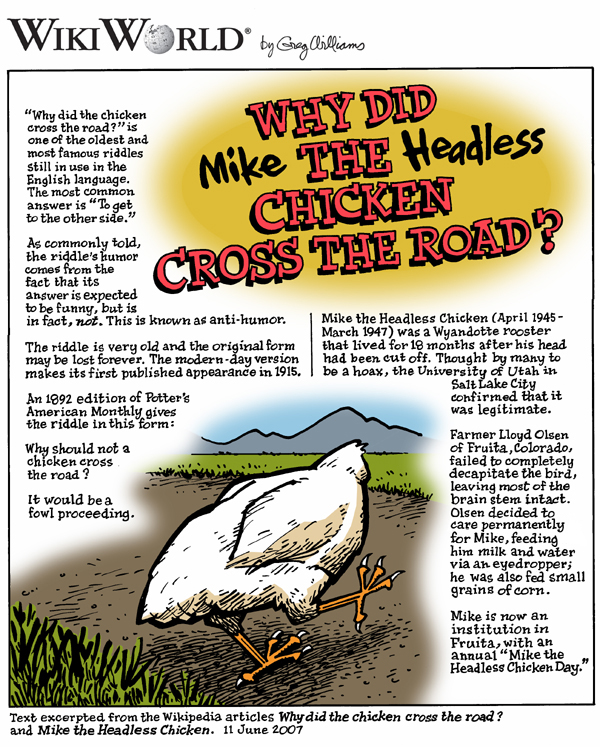
Tại sao con gà băng qua đường?

Gà không đầu Mike (20 tháng 4 năm 1945 - 17 tháng 3 năm 1947) cũng được biết đến như Miracle Mike (Mike kỳ lạ), là một cá thể Gà Wyandotte sống tới 18 tháng sau khi bị chặt đầu. Mặc dù từng bị nhiều người nghĩ là trò chơi khăm, người chủ của con gà đã đưa nó tới Đại học Utah ở Thành phố Salt Lake để chứng minh sự thật của câu chuyện.

## Chặt đầu
Vào ngày 10 tháng 9 năm 1945, nông dân Lloyd Olsen ở Fruita, Colorado, Hoa Kỳ, đang ăn súp với mẹ vợ và được vợ yêu cầu đi làm thịt gà. Olsen chọn con gà trống choai năm tháng rưỡi tên Mike. Rìu chặt không trúng tĩnh mạch cảnh, chặt mất một tai và hầu như giữ nguyên thân não.
Mặc dù Olsen thất bại trong việc chặt đầu Mike, Mike vẫn có khả năng giữ thăng bằng và đi, nó thậm chí còn cố gắng rỉa lông và gáy, mặc dù nó không làm được. Khi con gà không chết, ông Olsen rất ngạc nhiên, ông quyết định tiếp tục chăm sóc Mike, cho nó ăn một hỗn hợp sữa và nước qua phễu, nó cũng ăn một ít hạt ngô.
Mike dành thời gian của nó để rỉa lông và mổ thức ăn với cần cổ của nó.

## Nổi tiếng và kiếm tiền

Gà Mike

Lloyd Olsen nhanh chóng sử dụng chú gà trống Mike để kiếm lời. Các khách hàng tò mò háo hức bỏ ra 0,25$ cho mỗi lần vào xem Mike. Vào thời điểm đông khách, Mike đem lại cho ông chủ mỗi tháng 4.500$ (tương đương 47.000$ năm 2014 nếu tính trượt giá). Kỳ quan gà được định giá 10.000$ và được mua bảo hiểm theo mức này.

## Cái chết
Các chất nhầy thường xuyên tiết ra qua khí quản khiến Mike nghẹt thở. Olsen phải dùng những lọ đựng thuốc nhỏ mắt để giúp Mike hút chúng đi. Tuy nhiên, tháng 3 năm 1947, vào một lần đi qua sa mạc Arizona, trong nhà trọ không có phương tiện để hút dịch và Mike đã qua đời.

## Khám nghiệm cơ thể
Sau khi chết, cơ thể gà đã được khám nghiệm. Sự việc được xác định rằng nhát chém của rìu đã không trúng vào tĩnh mạch cảnh  và một cục máu đông đã ngăn cản Mike bị chảy máu đến chết. Mặc dù hầu hết đầu của gà đã bị cắt đứt, nhưng hầu hết thân não và một bên tai đã còn trên cơ thể của gà Mike. Bởi vì chức năng cơ bản (thở, tim đập, vv) cũng như hầu hết các hành động phản xạ của một con gà được kiểm soát bởi thân não, Mike đã có thể vẫn còn khá khỏe mạnh. Đây là một ví dụ điển hình khi phần trung tâm cho phép chức năng cân bằng nội môi cơ bản được thực hiện khi thiếu vỏ não (cerebral cortex).

## Ảnh hưởng
Gà không đầu Mike nay trở thành một chủ đề nổi tiếng tại Fruita, Colorado với một ngày kỷ niệm "Gà không đầu" được tổ chức hàng năm vào ngày cuối tuần thứ ba của tháng 5, bắt đầu từ năm 1999. Có nhiều tiết mục trong cuộc vui như "cuộc đua chạy như gà không đầu", chọi trứng, "xổ số gà", "gắn đầu vào thân gà", "kêu tiếng gà"...
Gà không đầu Mike cũng là một nguồn cảm hứng cho ban nhạc hài Punk The Radioactive Chicken Heads, như chủ đề của ca khúc "Headless Mike" (Mike không đầu), với một video âm nhạc được quay vào năm 2008. Ban nhạc cũng có một con rối "Mike không đầu" thường hay sử dụng trong live show của họ.